# Slavko Čamba
Slavko Čamba (Đurđevac, 31. kolovoza 1930. – 14. ožujka 2021.), hrvatski emigrantski književnik, pučki pjesnik i prozaik, sakupljač etnografskog blaga. Poeziju piše na đurđevečkom govoru, te crtice i pripovijesti iz đurđevečkog i emigrantskog života.

## Životopis
Rodio se je u Đurđevcu. Do 1967. nije odlazio iz rodnog grada, osim kad je morao ići u vojsku i kad je zbog političkih razloga bio u zatvoru. Redovito je imao problema zbog političkih razloga. Sve do te godine glavna mu je okupacija bilo poljodjelstvo i skrb za obitelj. Iskazao je i sklonost književnosti i počeo je zapisivati. 1967. je emigrirao u Austriju. Završio je cvjećarsko-vrtlarski obrt u Schonbrunnu završava. Cvjećarstvom i vrtlarstvom bavio se sve do odlaska u mirovinu 1990. godine. Demokratizacija i pad komunizma omogućilo mu je da se nakon 22 godine političkog izbjeglištva vratio u rodni grad. Čambine pjesme i proza mogu se opisati kao naivna književnost samoukog pisca, zadahnutog desetljećima tuđine. Kaže da je počeo pisati u Austriji "silom prilika, posebice pod čežnjom za rodnim krajem i domovinom, u koju nisam smio poći 22 godine ... ", a pisanje mu je, veli, "sačuvalo snagu, strpljenje i Bogu hvala zdravlje".
Čambina je etnografska zbirka poznata i spada u devet najvećih privatnih zbirki u Republici Hrvatskoj. Smještena je na njegovu gospodarskome imanju i otvorena je 2. srpnja 1999. godine. Ministarstvo kulture Republike Hrvatske utvrdilo je da zbirka ima svojstvo kulturnoga dobra te ju je upisalo u Registar kulturnih dobara Republike Hrvatske.

## Djela
Objavio je knjige, koje je većinom i sam opremio crtežima:
- Steze i poti (pjesme), Beč 1969.
- Brazde (pjesme), Beč 1970.
- Vu ono vreme (pripovjedačka proza), Beč 1974.
- Brazde (autobiografska pripovjedačka proza i pjesme), Mainz 1979.
- Kanasi z Bereka (pripovijetka), Beč 1980.
- Žrtve tuđine (pripovjedačka proza; prvi dio), Beč 1982.
- Žrtve tuđine (drugi dio), Beč 1983.
- Crtice života (pripovjedačka proza), Beč 1984.
- Povratak u Ravne Kotare (pripovjedačka proza), Beč 1985.
- Čez rođeni kraj (pripovjedačka proza), Beč 1986.
- Vrnoti se moram (poezija i pripovjedačka proza), Beč 1987.
- Gastarbajter (pjesme), Beč 1987.
- Pjesme života (pjesme; prvi dio), Beč 1988.
- Pjesme života (drugi dio), Beč 1989.

Šimun Šito Ćorić uvrstio ga je u svoju antologiju 60 hrvatskih emigrantskih pisaca.